# Rasmus Kristensen
Rasmus Nissen Kristensen (* 11. Juli 1997 in Brande) ist ein dänischer Fußballspieler. Er steht bei Eintracht Frankfurt unter Vertrag. Zudem ist er dänischer Nationalspieler.

## Karriere

### Verein
Der im mitteljütischen Brande aufgewachsene Kristensen spielte in seiner Jugend beim ortsansässigen Brande IF und wechselte über die U13 von Herning Elite aus dem nahegelegenen Herning in das Nachwuchsleistungszentrum des Partnervereins FC Midtjylland,. der 1999 aus einer Zusammenlegung der Vereine Herning Fremad und Ikast fS entstand. In der Saison 2015/16 kam er zunächst zu fünf Einsätzen in der UEFA Youth League und gab am 7. März 2016 beim 1:2 am 20. Spieltag im Auswärtsspiel gegen den FC Nordsjælland sein Profidebüt. Am 11. Mai 2016 erzielte Kristensen beim 4:1-Sieg am 29. Spieltag gegen Hobro IK mit dem Tor zum 2:1 seinen ersten Treffer im Herrenbereich. In der Rückrunde der Saison 2015/16 kam er zu insgesamt zwölf Einsätzen. Im Juni 2016 unterschrieb er einen Fünfjahresvertrag. In der neuen Saison spielte er in acht Partien in der Europa-League-Qualifikation, in vier Partien im dänischen Pokalwettbewerb, in 25 Spielen in der Liga (vierter Platz), acht Partien in der Meisterrunde (vierter Platz) und in einer Partie in der Relegation. In der Hinrunde der Saison 2017/18 spielte er 17-mal in der Liga und in sieben Partien in der Qualifikation zur Europa League.
Im Januar 2018 wechselte Kristensen in die niederländische Eredivisie zu Ajax Amsterdam und erhielt einen bis Juni 2022 gültigen Vertrag. Am 7. Februar 2018 gab er beim 4:2-Sieg am 22. Spieltag im Auswärtsspiel gegen Roda JC Kerkrade sein Debüt für die Amsterdamer. 2019 holte der Däne mit Ajax das „Double“ aus nationaler Meisterschaft und Pokal.
Zur Saison 2019/20 wechselte der Verteidiger nach Österreich zum FC Red Bull Salzburg, bei dem er einen bis Mai 2024 laufenden Vertrag erhielt. Nach Startschwierigkeiten – nach seiner Ankunft kam er in den ersten drei Spielen zu keinem Einsatz und absolvierte in der Folge zwei Partien, ehe er erneut nicht zum Einsatz kam – erkämpfte sich Kristensen einen Stammplatz – er spielte in jeder Partie über die volle Distanz – und wurde dabei abwechselnd als rechter Außenverteidiger oder als rechter Mittelfeldspieler eingesetzt, ehe er verletzungsbedingt lange ausfiel. Mit Red Bull Salzburg gewann er 2020 sowohl die österreichische Meisterschaft als auch den ÖFB-Cup. Des Weiteren war Kristensen bei der erstmaligen Teilnahme der „Roten Bullen“ an der UEFA Champions League zugegen und kam in jedem Gruppenspiel – Red Bull Salzburg spielte in einer Gruppe mit dem belgischen Klub KRC Genk, dem Titelverteidiger FC Liverpool sowie dem SSC Neapel – zum Einsatz, dabei schieden die Salzburger nach der Gruppenphase aus. In der Saison 2020/21 gelang ihm der Durchbruch, als er sich einen Stammplatz als rechter Außenverteidiger erkämpfte und dabei in 25 von seinen 31 Partien im Ligaalltag in der Startelf stand. War Red Bull Salzburg in der Vorsaison automatisch für die Champions League qualifiziert, so gelang es ihnen, sich dieses Mal erstmals über die Qualifikation für die „Königsklasse“ zu qualifizieren, indem man in den Play-offs den israelischen Meister Maccabi Tel Aviv besiegte. Kristensen traf mit den Salzburgern in der Gruppenphase auf Lokomotive Moskau, Atlético Madrid sowie den Titelverteidiger FC Bayern München und kam in fünf Gruppenspielen zum Einsatz. Genau wie in der Saison zuvor schieden die Salzburger nach den Gruppenspielen aus, wobei man auch diesmal als Gruppendritter in der Zwischenrunde der UEFA Europa League weiterspielte. Dort schied Red Bull Salzburg gegen den späteren Titelträger FC Villarreal aus. In der Bundesliga sowie im ÖFB-Cup konnte Kristensen die Titel mit seiner Mannschaft verteidigen.
In der Saison 2021/22 kam er in der Bundesliga zu 29 Einsätzen und erzielte sieben Treffer für die Salzburger, mit denen er in jener Spielzeit zudem erstmals das Achtelfinale der Champions League erreichte. Mit Red Bull verteidigte er erneut das Double. Zur Saison 2022/23 wechselte er gemeinsam mit Teamkollegen Brenden Aaronson nach England zu Leeds United, wo er einen bis Juni 2027 laufenden Vertrag erhielt. Nach dem Abstieg mit Leeds wechselte er für ein Jahr auf Leihbasis zur AS Rom. Im Anschluss folgte eine Leihe zu Eintracht Frankfurt inklusive Kaufoption. Es wurde entschieden, von der Kaufoption abzusehen. Stattdessen wurde die Aushandlung einer Ablösesumme in Höhe von rund 6 Millionen Euro vereinbart. Kristensen hat einen Vertrag mit einer Laufzeit bis zum Jahr 2029 bei Eintracht Frankfurt unterzeichnet.

### Nationalmannschaft
Kristensen durchlief ab der U18 alle dänischen Jugendnationalmannschaften. Er nahm an der U21-EM 2017 in Polen teil und wurde im letzten Gruppenspiel gegen Tschechien eingesetzt. Die dänische Mannschaft schied als Gruppendritter aus. Am 4. September 2021 wurde er beim WM-Qualifikationsspiele gegen die Färöer erstmals in der A-Nationalmannschaft eingesetzt. Er stand dabei in der Startelf, wurde aber zur zweiten Halbzeit ausgewechselt.
Bei der WM 2022 wurde er in den drei Gruppenspielen der Dänen eingesetzt, nach denen diese ausschieden. In der Qualifikation für die EM 2024 wurde er in sieben der zehn Spiele eingesetzt. Die Dänen qualifizierten sich als Gruppensieger für die Endrunde, für die er auch nominiert wurde.

## Sonstiges
Kristensen ist der Neffe des ehemaligen Mittelfeldspielers des SK Sturm Graz, Sigurd Kristensen, und ein Cousin des ehemaligen Abwehrspielers des 1. FC Kaiserslautern und des FC Ingolstadt 04, Leon Jessen.

## Erfolge
Ajax Amsterdam
- Niederländischer Meister: 2019
- Niederländischer Pokalsieger: 2019

FC Red Bull Salzburg
- Österreichischer Meister: 2020, 2021, 2022
- Österreichischer Cupsieger: 2020, 2021, 2022